# N-ميثيل فينيثيلامين
N-ميثيل فينيثيلامين هو مركب كيميائي عضوي طبيعي، يوجد في جسم الإنسان، وهو يصنف ضمن مجموعة الأمينات النزرة؛ وهو مصاوغ بنيوي للأمفيتامين.
يعد المركب N-ميثيل فينيثيلامين مشتقاً من فينيثيلامين (فينيل إيثيل الأمين)، حيث تكون مجموعة ميثيل مستبدلة على ذرة النتروجين، ومن هنا أتت التسمية N-ميثيل؛ وفي جسم الإنسان يقوم الإنزيم PNMT بتحفيز هذا التفاعل.
يعد المركب N-ميثيل فينيثيلامين من أشباه القلويات ويوجد في الطبيعية في عدة أنواع من النباتات؛ مثل الطلح (الأكاسيا).